# پیتر تیت
پیتر تیت (انگلیسی: Peter Tait؛ زاده ۲۸ april ۱۸۳۱ درگذشته ۲۴ مارس ۲۰۲۵) یک دانشمند در زمینه فیزیک ریاضی اهل بریتانیا بود.